# Хабадзе, Арчил
Арчил Хабадзе (груз. არჩილ ხაბაძე; род. 11 марта 1980, Батуми) — грузинский политик. Глава правительства Автономной Республики Аджарии с 30 октября 2012 года по 6 июля 2016 года.

## Биография
Родился в Батуми, Хабадзе обучался банковскому делу и финансам в государственном университете Батуми и Тбилиси на базе аграрного университета Грузии. Работал в «Карту Банке», принадлежащего миллиардеру Бидзине Иванишвили с 2006 году и стал главой  батумского филиала банка в 2008 году. После того, как Иванишвили стал премьер-министром Грузии после победы его коалиции «Грузинская мечта» 1 октября 2012 года на парламентских выборах, Хабадзе был назван его предпочтительным кандидатом на региональное лидерство в Аджарии на назначенных президентом Грузии Михаилом Саакашвили выборах. 30 октября 2012 года избран главой Правительства Аджарии, сменив на этом посту Левана Варшаломидзе.

### Личная жизнь
Женат. Есть ребёнок.
Свободно говорит на грузинском, английском и русском языках.